# The Big Man
Pour plus de détails, voir Fiche technique et Distribution.
The Big Man est un film britannique réalisé par David Leland et sorti en 1990.

## Synopsis
Un chômeur écossais sortant de prison se lance dans des combats à mains nues pour le compte d'un organisateur de combats truqués, ce qui met son couple en péril.

## Fiche technique
- Titre : The Big Man
- Réalisation : David Leland
- Scénario : Don MacPherson (en) d'après le livre de William McIlvanney
- Photographie : Ian Wilson (en)
- Musique : Ennio Morricone
- Montage : George Akers
- Durée : 116 minutes
- Dates de sortie: 
  - Royaume-Uni : 31 août 1990
  - France : 28 juillet 1993

## Distribution
- Kenny Ireland : Tony
- Liam Neeson (VF : Daniel Berreta) : Danny Scoular
- Joanne Whalley (VF : Françoise Cadol) : Beth Scoular
- Billy Connolly (VF : Michel Papineschi) : Frankie
- Johnny Beattie : père de Beth
- Amanda Walker (en) : mère de Beth
- George Rossi : Eddie
- Ian Bannen : Matt Mason
- Pat Roach : Billy
- Hugh Grant (VF : Philippe Vincent) : Gordon

 Source et légende : version française (VF) sur RS Doublage